# Bailleul Road East Cemetery
Bailleul Road East Cemetery is een Britse militaire begraafplaats met gesneuvelden uit de Eerste Wereldoorlog, gelegen in de Franse gemeente Saint-Laurent-Blangy in het departement Pas-de-Calais. De begraafplaats werd ontworpen door Reginald Blomfield in samenwerking met Noel Rew en ligt zo'n twee kilometer ten noordoosten van het dorpscentrum van Saint-Laurent, langs de weg naar Bailleul-Sir-Berthoult. Het terrein heeft een driehoekig grondplan met een oppervlakte van 4.486 m² en is omgeven door een natuurstenen muur. Op de noordwestelijke hoek, bij de ingang, staat het Cross of Sacrifice en dicht bij de zuidelijke hoek staat de Stone of Remembrance op een verhoogd terras en wordt geflankeerd door twee schuilhuisjes. De begraafplaats wordt onderhouden door de Commonwealth War Graves Commission.
Er liggen 1.293 doden begraven waarvan er slechts 541 geïdentificeerd zijn.
In dezelfde gemeente ligt 1.300 m noordoostelijker de Bailleul Road West Cemetery en iets verder aan de overkant van de straat de Deutscher Soldatenfriedhof Saint-Laurent-Blangy.

## Geschiedenis
In maart 1916 werd een groot deel van Saint-Laurent-Blangy door Britse troepen ingenomen. De rest werd op 9 april  1917 tijdens de Slag bij Arras veroverd. De begraafplaats werd door de 34th Division gestart in april 1917 en bleef tot november dat jaar in gebruik. In augustus 1918 werden nog enkele nieuwe perken geopend. Na de wapenstilstand werd de begraafplaats uitgebreid met graven die werden verzameld uit de slagvelden rond Arras en uit een paar kleine ontruimde begraafplaatsen, namelijk: Northumberland Cemetery in Fampoux en een graf uit Lagnicourt "Soldiers" Cemetery in Lagnicourt.
Er liggen nu 1.231 Britten (waaronder 711 niet geïdentificeerde), 13 Canadezen (waaronder 9 niet geïdentificeerde), 43 Australiërs (waaronder 30 niet geïdentificeerde) en 6 Zuid-Afrikanen (waaronder 2 niet geïdentificeerde) begraven. Er werd een Duhallow Block opgericht voor 7 Britten die oorspronkelijk in Northumberland Cemetery in Fampoux begraven waren maar hun graven werden door oorlogsgeweld vernietigd en niet meer teruggevonden. Op de grafzerken van 27 Britten werd de bijkomende tekst Buried near this spot aangebracht omdat de precieze ligging van hun graven niet meer kon bepaald worden.

## Graven
- tijdens de overbrenging van lichamen uit een massagraf in Fampoux in 1926 kon het lichaam van de Engelse dichter en kunstschilder Isaac Rosenberg niet formeel geïdentificeerd worden. Zijn grafsteen draagt daarom het opschrift Buried near this spot.
- Benjamin Thomas Wallis, soldaat bij de Australian Infantry is een van drie broers die sneuvelden in deze oorlog. Een tweede broer Harry John Wallis, soldaat bij het Queen's Own (Royal West Kent Regiment) wordt herdacht in het Loos Memorial en een derde broer Archibald Pendarvis Wallis, soldaat bij het Queen's Own (Royal West Kent Regiment) ligt begraven in Perth Cemetery (China Wall).

### Onderscheiden militairen
- Francis Wycliffe Russell, luitenant bij het London Regiment (Queen's Westminster Rifles) en James Arthur Hopper, onderluitenant bij de Northumberland Fusiliers werden onderscheiden met het Military Cross (MC).
- compagnie sergeant-majoor S. O'Neill, korporaal Victor Frederick Pamment en soldaat W. C. Riggins ontvingen de Distinguished Conduct Medal (DCM).
- de sergeanten R. Harley en Archie Randolph Peachey; de korporaals Fredrick William Stacey, I. Waugh, John Condon en Fred Harold Gibson en de kanonnier W. Deegan ontvingen de Military Medal (MM). Sergeant L.K. Mason ontving deze onderscheiding tweemaal (MM and Bar).

### Minderjarige militairen
- Edward Algernon Swinnerton, soldaat bij de Durham Light Infantry was 16 jaar toen hij op 30 april 1917 sneuvelde.
- Daniel Cronin, soldaat bij het Royal Irish Regiment was 17 jaar toen hij op 19 oktober 1914 sneuvelde.

### Alias
- soldaat John Henry Nixon Graham diende onder het alias John Nixon bij de Northumberland Fusiliers.